# Thomas Street
Thomas Street (también escrito Streete) (1621-1689) fue un astrónomo inglés, conocido por sus escritos sobre los movimientos de los cuerpos celestes. En ocasiones ha sido confundido con el juez Thomas Street (1626-1696). 

## Biografía
Según la obra "Brief Lives" (Vidas Breves) de su contemporáneo John Aubrey, Street nació en Castle Lyons (Irlanda) el 5 de marzo de 1621, y murió "en Chanon-row (vulgarmente Channel-rowe) en Westminster, el 17 de agosto de 1689, y está enterrado allí, en el patio de la iglesia de new chapell".

## Astronomía
En 1661 publicó "Astronomia Carolina, a new theorie of Coelestial Motions" (Astronomia Carolina, una nueva teoría sobre los movimientos celestes).  Un Apéndice de la Astronomia Carolina (incluyendo tablas) continuó la obra en 1664. El libro fue ampliamente leído y utilizado por estudiantes, que más adelante llegarían a ser muy notables por derecho propio, como Isaac Newton o John Flamsteed. Fue en Astronomia Carolina donde Flamsteed aprendió cómo calcular eclipses y posiciones planetarias. Las tablas de Street tuvieron fama por su exactitud: Flamsteed se refería a ellas como "las tablas más exactas, las Carolinas". Aparecieron una segunda y una tercera ediciones en fechas tan tardías como 1710 y 1716.
En 1674 publicó "Description and Use of the Planetary Systeme together with Easie Tables" (Descripción y Uso del Sistema Planetario junto con unas Tablas Fáciles), así como las "Tables of Projection" (Tablas de Proyección) para artillería, acompañando a un trabajo sobre balística de Robert Anderson.
Seguidor de Johannes Kepler, Street argumentó como Kepler, que la tasa de rotación diaria de la Tierra alrededor del Sol no es uniforme. Argumentó que la rotación aumentaba cuando la Tierra se acerca al Sol.

## Otros logros
Street inventó un cuadrante mejorado, una modificación de un instrumento más antiguo ideado por Robert Hooke, añadiendo al dispositivo dos planos y un pequeño espejo.

## Personalidad
Era de una disposición áspera y colérica. Charlando con el príncipe Rupert, su alteza afirmó algo que no era exacto según sus conocimientos; a lo que el Sr. Street contestó que "quienquiera que afirme esto, no es un matemático". Así que después le señalaron en la corte y decían sobre él: "Ahí está el hombre que ha ofendido al príncipe Rupert. "..." Al morir ha dejado con su viuda (que vive en Warwick Lane...) una obra definitiva sobre Trigonometría, plana y esférica; en sentido matemático más perfecta que nada visto hasta la fecha, y más clara y mejor demostrada. "..." Era uno de los encargados del señor Ashmole en la oficina de impuestos, de la que era su principal animador.
John Aubrey (Brief Lives)

Uno de los panfletos de Street describe su virulenta polémica con Vincent Wing, su competidor astronómico, que había publicado una crítica sobre la Astronomia Carolina.
Edmund Halley (1656-1742), contemporáneo de Street pero mucho más joven, lo describió como su 'buen amigo' (según el biógrafo de Halley), comentando que habían observado un eclipse lunar juntos. Halley escribió un apéndice a la edición de 1710 de la Astronomia Carolina, y Cajori (obra ya citada) afirmó que de hecho fue Halley quien 'sacó adelante' aquella edición.

## Eponimia
- El cráter lunar Street lleva este nombre en su memoria.[10]